# セクシーパロディウス
『セクシーパロディウス』（Sexy Parodius）は、コナミ（後のコナミアミューズメントおよびコナミデジタルエンタテインメント）のゲームソフト。略称は「セクパロ」。1996年3月に業務用の横スクロールシューティングゲームとして稼働した。同社の『パロディウス』シリーズの5作目。タイトルにセクシーとある通り、随所にお色気要素が存在する。
また、2007年1月発売の『パロディウス ポータブル』に『パロだ!』『極上』『実況』と一緒に収録された。

## 作品解説
アーケード向けとして制作されたものとしては、『極上パロディウス』（以降、『極パロ』と略す）から2年振り、3作目のパロディウスシリーズである。ステージ冒頭でミッションが説明され、そのミッションを達成したか否かで次のステージが変更されるステージ分岐の要素が導入されている。また、シリーズとしては初めてボスキャラクターの体力ゲージが表示されるようになった。前作同様に2人同時プレイ可能。
ノルマ制であることや、2面に高速スクロールステージが配置されているなど、全体的に難易度が高く、前作ほどの人気は獲得できなかった。『極パロ』が『ゲーメスト』から攻略ムックおよびビデオが発売されたのに対し、本作では家庭用機種が発売された際に、NTT出版から攻略本が出た程度だが、これは前作『実況おしゃべりパロディウス』と同じである。

## あらすじ
『極上パロディウス』の過去の栄光を探す旅から2年。父にそそのかされて祖父の愛人と戦わされた上、結局何にも得る事なく、それどころか半年も宇宙空間を漂流することとなり命からがら地球に戻った、タコスケは「思春期（お年頃）になり、祖父のように様々な欲望を果たしたいと思うが、金もなければ仕事もなく、どうしようなく毎日悶々としていたタコスケの所に、同じく悶々とした日々を送っているビックバイパーとペン太郎が訪れ、「噂ではツインビーの奴が何とか王国でひと暴れしていい稼ぎをしたらしいやないか。今年はなんやそこに豪華な別荘立ててねーちゃんに囲まれて暮らしとるらしいやんけ。わいらも一発当てようやないか」と話を持ちかけ、同じく仕事にあぶれたイワン、ひかる、マンボ、ミカエル、こいつ、オプション、エースらを職員として雇い探偵事務所を設立し、「タコスケ」は所長として盗賊団の退治、落とした現金の回収、誘拐された美女の救出など、さまざまな依頼を受け、お金を稼いでいく。

## 登場キャラクター
プレイヤーが使用できるキャラクターは全部で8種類（2P側を含めると16種類）。
『極パロ』で初登場のメンバーが軒並み参戦しているが、『パロディウスだ!』以降レギュラーを張っていた4キャラクターのうち本作で使用可能なのはビックバイパーのみとなっている。なおタコスケは探偵事務所の所長、ペン太郎は会計として登場する。ツインビーは登場しておらず行方は明かされていない代わりにシューティングスターが出演。登場作品こそ別シリーズだが、敵キャラクターだったのが使用キャラクターになるのは、ひかるやミカエル以来である。
| 自機                 | 自機                 | ゲージ         | ゲージ                            | ゲージ                              | ゲージ                        | ゲージ                        | ゲージ | ゲージ                        |
| 1P                   | 2P                   | 1              | 2                                 | 3                                   | 4                             | 5                             | 6      | 7                             |
| -------------------- | -------------------- | -------------- | --------------------------------- | ----------------------------------- | ----------------------------- | ----------------------------- | ------ | ----------------------------- |
| ビックバイパー       | ロードブリティッシュ | スピードアップ | ミサイル                          | ダブル                              | レーザー                      | オプション                    | OH!    | シールド                      |
| イワン               | トビー               | スピードアップ | イワトビミサイル                  | イワトビショット                    | バウンドショット              | オプション                    | OH!    | ペンタロウX                   |
| ひかる               | あかね               | スピードアップ | ホークウインド                    | スプレッドボム                      | キャロット                    | フォーメーションオプション    | OH!    | スター                        |
| マンボ               | サンバ               | スピードアップ | バブルミサイル                    | コントロールレーザー                | スクリューレーザー            | ホーミングレーザー            | OH!    | バリア                        |
| ミカエル             | ガブリエル           | スピードアップ | ストロングミサイル                | ウェーブレーザー                    | ラウンドショット              | グレードアップ                | OH!    | オーラ                        |
| こいつ               | あいつ               | スピードアップ | こいつミサイル （あいつミサイル） | こいつショット （あいつショット）   | こいつウェイ （あいつウェイ） | こいつパワー （あいつパワー） | OH!    | こいつバリア （あいつバリア） |
| オプション           | マルチプル           | スピードアップ | こいつモドキ （あいつモドキ）     | ミカエルモドキ （ガブリエルモドキ） | サンダークロスモドキ          | その場パワー                  | OH!    | その場バリア                  |
| シューティングスター | ブラックバイパー     | スピードアップ | オートオプション                  | ワイドブラスト                      | スパークレーザー              | ブラックパワー                | OH!    | サイコフィールド              |

- 赤枠は新キャラクター、黄枠は『極上パロディウス』から装備内容が変更されたもの、緑枠は『極上パロディウス』とはゲージ位置が異なるもの。

### 共通事項
- OH!はスカであり、バリア以外の効果が全てなくなる。
- ?はバリア。ベル効果を取っている間はバリアが発生しない。
- この作品ではパワーアップ時に出る効果ボイスがキャラクターによって違う。
- 「極上」に続き、2人同時プレイでは合体攻撃システムが実装されている。1Pと2Pの距離が近くなるとその間にエネルギーが発生し、そこから強力なショットが発射される。またキャラクター同士の相性や専用の組み合わせも存在し、それに伴い発生するエネルギー体およびショットも異なる。アーケード版では相性の記載はないが、家庭用版の説明書では別途相性表が記載されている。発売当時の『ゲーメスト』[要文献特定詳細情報]では『トライゴン』のパロディだとしている。
- 本作にもルーレットカプセルが存在するが、前作および前々作と異なりステージ切り替えの際にはルーレットは停止した状態になる。

ビックバイパー
- スピードアップ - ミサイル - ダブル - レーザー - オプション - シールド

声：不明
パロディ元の『グラディウス』に登場する超時空戦闘機。中の人は不明。
2Pは『沙羅曼蛇』に登場していたロードブリティッシュ。『沙羅曼蛇2』には登場しなかったことを「どこの馬の骨とも知れない奴に2Pを取られてしまった」と設定上は表現されている。
オプションは緑色（赤色）でトレースできる固定式（最大4つまでつけられる）。シールドは前方向のみカバーできる。また『極パロ』よりもレーザーのワインダー攻撃が強化されている。
ボイスは独特のイントネーションがあり、日本語の発音に慣れていない外国人が話す、片言の日本語をイメージさせる口調。
- スピードアップ時はハヤクナリマース→モットハヤクナリマース→ドンドンハヤクナリマース→ハヤスギマース→メガマワリマースの5段階
- ミサイル…ミサイルウテマース
- ダブル…ウエニモウテマース
- レーザー…ナガクテツヨイデース
- オプション…オプションツキマース
- OH!…スッカラカンデース
- シールド…マモッテクレマース
- 連続パワーアップするとその間に「ソシテ」が入る。

イワン
- スピードアップ - イワトビミサイル - イワトビショット - バウンドショット - オプション - ペンタロウX

声：渡辺久美子
サイボーグ化したイワトビペンギン。2Pは相棒のトビー。
イワトビミサイルはパラシュートでゆっくり降下していくタイプ。
イワトビショットは上方向に跳ねてとんでいくタイプ。
バウンドショットは3WAY式で上方向と下方向に出る弾は壁にぶつかると跳ね返って、敵に当たるまでバウンドしていくタイプ。
オプションは青色のペンギンでトレース出来る固定式。4つまで装備できるが、4つ目の子ペンギンは弾を撃たない。
バリアのペンタロウX（前作『極パロ』の最終ボスと同名）は全方位型で、1発しか被弾には耐えられないが、自機と当たり判定が同一になっている。
ボイスは厳しそうな顔つきとは裏腹に朴訥な印象を与える口調。
- スピードアップ…速くなるクワ→まだ行くクワ→まだまだ行くクワ→付いてこれるクワ→目が回るクワの5段階
- イワトビミサイル…落ちていくクワ
- イワトビショット…放り投げるクワ
- バウンドショット…跳ね回るクワ
- オプション…オプション付くクワ→も1つ付くクワ→まだ付くクワ→遂に4つ目クワの4段階
- OH!…クワーッ！
- ペンタロウX…ペンタロウXクワ

ひかる
- スピードアップ - ホークウィンド - スプレッドボム - キャロットショット - フォーメーションオプション - スター

声：永島由子
『極パロ』より再登場。2種類のミサイルが使用可能で、スプレッドボム（下方向爆発ミサイルタイプ）を装備した場合はオプションが回転する（『グラディウスIII -伝説から神話へ-』にも見られた）「ローリングオプション」になる。2Pは妹のあかね。
ボイスは典型的な女の子の口調。
- スピードアップ時は行くわよ！→まだ行くの？→すご〜い！→はや〜い！→もうダメ！の5段階
- ホークウィンド…上でも下でもOKよ
- スプレッドボム…破壊力バツグン！
- キャロットショット…おりゃおりゃおりゃー！
- オプション…オプション！→もう1個！→まだまだ！→完ペキ！の4段階
- OH！…ああん、ダメ！
- スター…これで安心

マンボ
- スピードアップ - バブルミサイル - コントロールレーザー - スクリューレーザー - サーチレーザー - バリア

声：不明
『極パロ』より再登場（マンボウからマンボに名称変更、「モアイ戦艦に尻尾をかじられたから」という設定）。状況に応じたレーザーの使い分けが重要。2Pはサンバ。
バリアは黄色い☆マークを全身に包んだ形。
ボイスは低音で、棒読みかつ平板的なアクセントのゆっくりとした口調。
- スピードアップ時はスピード
- バブルミサイル…バブル
- コントロールレーザー…コントロール
- スクリューレーザー…スクリュー
- サーチレーザー…サーチ
- OH！…OH！
- バリア…バリア

ミカエル
- スピードアップ - ストロングミサイル - ウェーブレーザー - ラウンドショット - グレードアップ - オーラ

声：檜山修之
『極パロ』より再登場。変更点はミサイルのホーミング機能はなくなり真っ直ぐ2個飛ぶタイプの性能、ラウンドショットの角度は若干発射の位置が変更され発射のカバー率が低くなった。2Pはねずみ色のブタ、ガブリエル。
バリアは緑色のオーラを全身に包むタイプ。
ボイスは熱血ヒーローをイメージさせるような力強い口調。ただしOH！時はコミカルなものになる。
- スピードアップ時は行くぜ！→もういっちょ！→まだまだーっ！→たまらないぜっ！→もう止められないぜっ！の5段階
- ストロングミサイル…これでも食らえ！
- ラウンドショット…どこからでもかかって来い！
- ウェーブレーザー…まとめてやってやる！
- グレードアップ…力がみなぎるぜっ！→やってやる！→うおぉぉぉ！→怖いもん無しだ！の4段階
- OH！…ほげ〜っ！
- オーラ…はあぁぁぁ！

こいつ
- スピードアップ - こいつミサイル - こいつショット - こいつウェイ - こいつパワー - こいつバリア

声：不明
『極パロ』より再登場。2Pはピンク色のあいつ。3番目が敵のいる方向に向かって弾を撃つ「こいつショット」になり、こいつウェイは4番目になった。
バリアは透明のベル型で前方向のみカバーだが耐久力（およそ30発耐えられる）は高い。
ボイスは独自の言語で話しているもので、『極パロ』で使われていたものと共通。
コナミのカードゲーム、『遊戯王オフィシャルカードゲーム』にも「コイツ」というカード名で登場している。
オプション
- スピードアップ - こいつモドキ - ミカエルモドキ - サンダークロスモドキ - その場パワー - その場バリア

声：不明
ビックバイパーのオプションが独立して自機に。2Pはロードブリティッシュから独立した『沙羅曼蛇』のマルチプル（ピンク色）。
その場パワーはグレードアップ型（ノーマル時はビックバイパー、マルチプルはロードブリティッシュの形をしたオプションが装備される）。
変身能力を持っているという設定で、3種類の姿（＋元来の姿）になることができる。ただし変身能力は不完全なため、次ステージには元来の姿に戻るため、再びパワーアップしなければならない。なお当時『ゲーメスト』に掲載された開発段階の仕様では一定時間で元に戻るようになっていた。
こいつ（あいつ）モドキは「こいつウェイ」のような前方に広がるマルチショット。
ミカエル（ガブリエル）モドキは「ラウンドショット」のような全方位型のマルチショット。
サンダークロスモドキはフォーメーションオプションとブーメランショットが装備される。
モドキであるためミサイルなどの細かい技はない。
バリアは自機の周囲全体をすっぽりと包む斜線状の全方位型（ナムコのオーダインのストックボンバーに似た形）。
シューティングスター
- スピードアップ - オートオプション - ワイドブラスト - スパークレーザー - ブラックパワー - サイコフィールド

声：不明
『ツインビーヤッホー』より登場。中の人のパイロットはエース。2Pのブラックバイパー（『グラディウス』シリーズには未登場）はビックバイパーを影で助けてきた存在らしい。
オートオプションは上下に一つずつオプションが装備され、そこから自動的（ブラックパワー2段階目から）に敵の方向に向かってショットが発射される。
ワイドブラストはタメ押しで複数の方向に攻撃する。
スパークレーザーはタメ押しで正面に極太のレーザーを発射する。
ブラックパワーは自機がパワーアップし、オートオプションのデザインが変わっていく。
サイコフィールドは全方位タイプのバリア。
ブラックバイパーはオートオプションのデザインと弾の色が異なるが装備自体は同じ。BGMはシューティングスターと異なり、「DEPARTURE FOR SEXY」（原曲は『グラディウスIII -伝説から神話へ-』の「DEPARTURE FOR SPACE」）というタイトル。
- スピードアップ時はSpeed up！
- オートオプション…Auto option！
- ワイドブラスト…Wide blast！
- スパークレーザー…Spark laser！
- ブラックパワー…Power up！
- OH！…Oh, my God！
- サイコフィールド…Psycho field！

## ベル
ベルはカプセルを所持する敵を撃つと時々出現し、通常は黄色（得点加算）だがショットを5発撃つ毎に色が変化していく。ベルを撃ち過ぎると消滅する。
変化する順番は青色（ボム、表示される吹き出しは"Super Bomb"）→緑色（巨大化無敵、"Big"）→白（アレックス、"Alex"）→赤色（菊一文字バリア、"Kiku Beam"）→紫色（みんなカプセル、"All Capsule"）の順。
黄ベルは連続で取ると500点→1000点→2500点→5000点→10000点まで上昇。1度でも取り逃すと500点に戻る。
白ベルは前作までのメガホン攻撃からノンプレイヤーキャラクターのアレックスという、敵、敵弾、コインを食べる丸いキャラクターに変更。白ベルを取るごとに最大HP（最大99まで）とスピードがレベル5まで上昇し、敵にも積極的に攻撃を仕掛けるようになる（特に女性型の敵へ優先的に向かって行く）が、ボス戦の時には自機の後ろに隠れる。アレックスは耐久力の高い敵に接触するごとにHPが減り、HPが3になると積極的な攻撃を仕掛けなくなり（赤フォントに変わりアレックスの表情がこわばる）、0になると消滅する。HPは黄ベルを取ると10回復する。
緑色ベルを取って巨大化している間は、他のベルに接触しても攻撃とみなされ、ベルの色が変化して取ることができない。

## ステージ紹介
ステージ2、3はノルマの達成 / 未達によって次のステージが分岐する。達成の場合はAへ、未達成の場合はBへと進む。ただし間に乱入ステージ（ボスラッシュ）が発生した場合は例外で、前ステージがノルマ未達成でも乱入ステージをノルマ達成出来れば次ステージはAへと進む。またステージとステージの合間には前作および前々作と異なりノルマ達成時もしくは未達成時のスキルが挿入される。
ステージ1～5と乱入ステージのノルマを全部達成して最終ステージをクリアすると、前作と同じく、超高難度のスペシャルステージへと進む。キャラクター選択画面ではモーツァルトの『きらきら星変奏曲』が、ゲームオーバー後のBGMは『沙羅曼蛇』より「Crystal Forever」のアレンジが流れる。
※「ステージ音楽」と「ボス音楽」の作曲者名と作品名、原曲名の表記は特筆がない限り、PSP版のミュージックプレイヤーモードに準ずる。
| Stage      | 内容             | ノルマ                        | 解説 | ステージ音楽 | ボス                                                                                         | ボス音楽 |
| 1          | 北の牧場         | ボスを撃墜する                | 攻撃すると膨らむ緑色の細胞系の敵やジャンプで振動を起こして敵を呼び出す山などが存在する。ステージをクリアした時点でノルマ達成となるが、ボス戦で時間切れになると「コーン・チワ」が戦線を離脱しノルマ未達成扱いとなる。 | ゴンチチ『北海道は、どこにある？ここにある！』 F. ミーチャム『アメリカン・パトロール』 フォスター『ケンタッキーの我が家』                                                                                | コーン・チワ                                                                                 | 『こぎつねこんこん』                                                                                             |
| 2          | 浴場             | コインを300枚以上集める       | 2面で早くも高速ステージ。ルートによってコインの数が異なり、効率的にコインを回収できるルートを見つける事が攻略の鍵となる。白ベルを取ったかどうかでノルマ達成難易度が違ってくる。 | H. ネッケ『クシコスポスト』 | とうとうペンギン                                                                             | 『ぶんぶんぶん』 ユリウス・フチーク『剣士の入場』                                                                |
| 3A         | 竜宮             | 天女を200人以上撃墜する       | 『グラディウスII -GOFERの野望-』の人工太陽面のパロディ。天女は撃墜後にもう一発当てると服が破れ、カウントがさらに+1される。それによって実質100人の撃墜でノルマクリアとなる。ドラゴンやボスの中にも天女が潜んでおり、青ベルがかなり有効。ボス手前では『イー・アル・カンフー』の主人公リーがモブで登場。 | イー・アル・カンフーより『スタート』『BGM』 | 乙姫                                                                                         | イー・アル・カンフーより『スタート』/ エマヌエル・アミラン『マイム・マイム』                                     |
| 3B         | 館               | ネズミを100匹以上撃墜する     | いたるところから出現するネズミを倒していく。ネズミが密集する地点もいくつか存在する。 ボスの「メデューサ」は、時折体当たり攻撃を仕掛けてくるほか、目から発せられる石化光線を浴びると（ミスはならないが）石化して一時的に操作不能になってしまう。 | 悪魔城ドラキュラより『Vampire Killer』 『クラリネットポルカ』 | メデューサ                                                                                   | 悪魔城ドラキュラより『Poison Mind』 ヨハネス・ブラームス『ハンガリー舞曲 第5番』                                 |
| 4A         | 倉庫             | 女の子を50人以上救出する      | コンテナは女の子のいるハート付のもの、敵が出現するドクロ付のもの、どちらが出るかわからない「？」マーク付の3種類がある。コンテナ・敵弾がともに大量に現れる。 一個だけ女の子の格好をしたブタが混じっている。 | ポール・モーリア『オリーブの首飾り』 | はコンデクレーン                                                                             | ビゼー 『「カルメン」の「ハバネラ」』                                                                            |
| 4B         | 炭坑             | 採掘機を10機以上破壊する      | ノルマ達成自体は難しくないが、地形が複雑な上に攻撃と敵弾も激しいので攻略自体が難しい。 | 『炭坑節』 『北海盆唄』 | タヌコー                                                                                     | ベートーベン『交響曲 第5番「運命」』 モーツァルト『アイネ・クライネ・ナハトムジーク』 『げんこつ山のタヌキさん』 |
| 5          | 空中             | コインを300枚以上集める       | スクロールアウトするまで無限に取れるコインもいくつか存在する。ボスの手前にある壁は緑（青）ベルか全身タイプのバリアがないと通過できない。 ボスの「キャンディコア」は、回転したり4本の触手を伸ばしたりと、「沙羅曼蛇」に登場する「テトラン」と似たところがある。 | 『ごんべさんの赤ちゃん』 『クラリネットをこわしちゃった』 | キャンディコア                                                                               | GRADIUSより「Aircraft Carrier」                                                                                  |
| 6          | 寝室             | 200秒以内にタコスケを捕まえる | トルコの「ハレム」を連想させる宮殿のステージ。このステージは制限時間が課されており、時折登場する空飛ぶ豚を倒すと制限時間が加算されるが、時間切れになるとステージが強制終了してバッドエンディングになる。 ボスの「もん」は計5回登場し、1回目と2回目は倒したのちにスクロールしてステージが進んでいくが、3回目から最後の5回目までは連続して戦うこととなり、5回目を倒すと最終ボスへと進んでいく。また「もん」のコアの数も、1～2回目までは1個だけだが、3回目は3個となり、以降は倒すごとにコアの数が増えていく。最終的にはコアの数が12個となり、壁の全てがコアで埋まるが、遮蔽版を壊す度に撃ち返しが凄まじいため、一度に壊すと弾避けが非常に困難となる。 最終ボスの「かおり」は攻撃してこないが、プレイヤーは撃破不可能であり、当たり判定もある。 | ヘンデル『「水上の音楽」の「アラホーンパイプ」』 ヘンデル 『「救世主」の「ハレルヤ」』 イッポリトフ＝イワーノフ『「コーカサスの風景」より「酋長の行列」』                                                | 「もん」（壁コア系のボス）×5                                                                 | |
| 6          | 寝室             | 200秒以内にタコスケを捕まえる | トルコの「ハレム」を連想させる宮殿のステージ。このステージは制限時間が課されており、時折登場する空飛ぶ豚を倒すと制限時間が加算されるが、時間切れになるとステージが強制終了してバッドエンディングになる。 ボスの「もん」は計5回登場し、1回目と2回目は倒したのちにスクロールしてステージが進んでいくが、3回目から最後の5回目までは連続して戦うこととなり、5回目を倒すと最終ボスへと進んでいく。また「もん」のコアの数も、1～2回目までは1個だけだが、3回目は3個となり、以降は倒すごとにコアの数が増えていく。最終的にはコアの数が12個となり、壁の全てがコアで埋まるが、遮蔽版を壊す度に撃ち返しが凄まじいため、一度に壊すと弾避けが非常に困難となる。 最終ボスの「かおり」は攻撃してこないが、プレイヤーは撃破不可能であり、当たり判定もある。 | ヘンデル『「水上の音楽」の「アラホーンパイプ」』 ヘンデル 『「救世主」の「ハレルヤ」』 イッポリトフ＝イワーノフ『「コーカサスの風景」より「酋長の行列」』                                                | かおり                                                                                       | 『グラディウスIII』より『Dark Force』（ボスのテーマ）                                                            |
| 乱入       | ボスオンパレード | ボスを全員撃墜する            | 『パロディウス』シリーズのボスキャラクターが再登場するが、カプチーノ以外の攻撃パターンがオリジナルと多少異なる。ボスラッシュ恒例の前衛ザブラッシュは存在しない。ミスするか（一人プレイでのSEMIAUTOかMANUAL選択時のいわゆる戻り復活状態）、時間切れで強制終了となりノルマ未達成扱いとなる。 | | カプセル怪獣「カプチーノ」                                                                   | モーツァルト『ピアノソナタ 第3楽章「トルコ行進曲」』                                                             |
| 乱入       | ボスオンパレード | ボスを全員撃墜する            | 『パロディウス』シリーズのボスキャラクターが再登場するが、カプチーノ以外の攻撃パターンがオリジナルと多少異なる。ボスラッシュ恒例の前衛ザブラッシュは存在しない。ミスするか（一人プレイでのSEMIAUTOかMANUAL選択時のいわゆる戻り復活状態）、時間切れで強制終了となりノルマ未達成扱いとなる。 | キャプテンペンギンノフスキーIII世 | リムスキー＝コルサコフ『くまんばちの飛行』                                                   | |
| 乱入       | ボスオンパレード | ボスを全員撃墜する            | 『パロディウス』シリーズのボスキャラクターが再登場するが、カプチーノ以外の攻撃パターンがオリジナルと多少異なる。ボスラッシュ恒例の前衛ザブラッシュは存在しない。ミスするか（一人プレイでのSEMIAUTOかMANUAL選択時のいわゆる戻り復活状態）、時間切れで強制終了となりノルマ未達成扱いとなる。 | イーグル佐武 | GRADIUSIIより「Take Care!」                                                                  | |
| 乱入       | ボスオンパレード | ボスを全員撃墜する            | 『パロディウス』シリーズのボスキャラクターが再登場するが、カプチーノ以外の攻撃パターンがオリジナルと多少異なる。ボスラッシュ恒例の前衛ザブラッシュは存在しない。ミスするか（一人プレイでのSEMIAUTOかMANUAL選択時のいわゆる戻り復活状態）、時間切れで強制終了となりノルマ未達成扱いとなる。 | ホットリップス | オッフェンバック 『喜歌劇「天国と地獄」序曲』                                                | |
| 乱入       | ボスオンパレード | ボスを全員撃墜する            | 『パロディウス』シリーズのボスキャラクターが再登場するが、カプチーノ以外の攻撃パターンがオリジナルと多少異なる。ボスラッシュ恒例の前衛ザブラッシュは存在しない。ミスするか（一人プレイでのSEMIAUTOかMANUAL選択時のいわゆる戻り復活状態）、時間切れで強制終了となりノルマ未達成扱いとなる。 | ゆうこ | ショパン 『前奏曲 イ長調 作品28の7』 ピョートル・チャイコフスキー 『「白鳥の湖」の「情景」』 | |
| スペシャル | スペシャル       | なし                          | 全てのノルマをクリアするとエンディング後に挑戦可能。BGMはコナミが制作したマニアックなシューティングゲームのメドレー。ステージクリアすると自機のストック1機につき100万点のボーナスが加算される。 | GRADIUSより『Challenger 1985』 サンダークロスIIより『Air Battle』 フラックアタックより『Counter Attack』 GRADIUSIIより『Crystal World』 トライゴンより『Sturdy wings』 GRADIUSIIIより『Mechanical Base』 | セクシー成人                                                                                 | ベートーベン 『エリーゼのために』                                                                                |